# Schwartzembergita
La schwartzembergita és un mineral de la classe dels òxids. Nom atorgat en honor del "Dr. Schwarzenberg" (Dr. Emilio Adolf Schwarzenberg), (1826-1907), assajador a Copiapó, Xile.

## Classificació
La schwartzembergita es troba classificada en el grup 4.KB.10 segons la classificació de Nickel-Strunz (4 per a Òxids (hidròxids, V [5,6] vanadats, arsenits, antimonurs, bismutits, sulfits, selenits, telurits, iodats); K per a Iodats: trigonal [IO₃] piràmides (majoritàriament) i B per a Iodats sense anions addicionals, sense H₂O; el nombre 10 correspon a la posició del mineral dins del grup). En la classificació de Dana el mineral es troba al grup 22.1.1.1 (22 per a Iodats que contenen hidroxils o halògens i 1 per a diversos; 3 i 1 corresponen a la posició del mineral dins del grup).

## Característiques
La schwartzembergita és un òxid de fórmula química Pb₅H₂(IO₂)O₄Cl₃. Cristal·litza en el sistema tetragonal. La seva duresa a l'escala de Mohs és 2,5. Color groc a groc marró, marró vermellós; lluïssor adamantina. Soluble en HCl amb despreniment de Cl.

## Formació i jaciments
És un mineral de plom secundari que es troba a les zones oxidades de dipòsits plumbífers (minerals de plom) en les regions àrides i en les zones que alberguen dipòsits de calitx nitrat. Sovint es troba en forma de crostes en galena. S'ha descrit a l'Amèrica del Sud, Amèrica del Nord i a Europa.